# NGC 2053
NGC 2053 ist ein offener Sternhaufen im Sternbild Schwertfisch in der Großen Magellanschen Wolke.
Das Objekt wurde am 2. Januar 1837 von John Herschel entdeckt.